# Hammerodde Fyr
Hammerodde Fyr is een vuurtoren op het noordelijkste deel van Bornholm. Deze werd in 1895 gebouwd.
Deze vuurtoren staat 3,5 km ten noordwesten van Allinge-Sandvig.